# Lijst van voetbalinterlands Malawi - Namibië
Deze lijst van voetbalinterlands is een overzicht van alle officiële voetbalwedstrijden tussen de nationale teams van Malawi en Namibië. De landen speelden tot op heden achttien keer tegen elkaar. De eerste ontmoeting, een wedstrijd tijdens de COSAFA Cup 1997, werd op 28 juni 1997 in Windhoek gespeeld. Het laatste duel, een groepswedstrijd tijdens de COSAFA Cup 2025, vond plaats op 8 juni 2025 in Bloemfontein (Zuid-Afrika).

## Wedstrijden
| №  | Plaats         | Datum            | Competitie                   | Wedstrijd        | Uitslag |
| -- | -------------- | ---------------- | ---------------------------- | ---------------- | ------- |
| 1  | Windhoek       | 28 juni 1997     | COSAFA Cup 1997              | Namibië – Malawi | 4 – 1   |
| 2  | Windhoek       | 1 augustus 1998  | Afrika Cup 2000 kwalificatie | Namibië – Malawi | 2 – 1   |
| 3  | Blantyre       | 15 augustus 1998 | Afrika Cup 2000 kwalificatie | Malawi – Namibië | 0 – 1   |
| 4  | Blantyre       | 22 mei 1999      | COSAFA Cup 1999              | Malawi − Namibië | 1 − 1   |
| 5  | Lilongwe       | 6 juli 2000      | Vriendschappelijk            | Malawi − Namibië | 1 − 2   |
| 6  | Windhoek       | 23 juli 2006     | COSAFA Cup 2006              | Malawi − Namibië | 2 − 3   |
| 7  | Blantyre       | 6 juli 2007      | Vriendschappelijk            | Malawi − Namibië | 1 − 2   |
| 8  | Windhoek       | 26 maart 2008    | Vriendschappelijk            | Namibië − Malawi | 1 − 3   |
| 9  | Secunda        | 24 juli 2008     | COSAFA Cup 2008              | Malawi − Namibië | 0 − 1   |
| 10 | Windhoek       | 9 februari 2011  | Vriendschappelijk            | Namibië − Malawi | 1 − 2   |
| 11 | Mzuzu          | 6 juli 2011      | Vriendschappelijk            | Malawi − Namibië | 0 − 1   |
| 12 | Windhoek       | 23 maart 2013    | WK 2014 kwalificatie         | Namibië − Malawi | 0 − 1   |
| 13 | Blantyre       | 5 juni 2013      | WK 2014 kwalificatie         | Malawi − Namibië | 0 − 0   |
| 14 | Windhoek       | 8 juni 2016      | Vriendschappelijk            | Namibië − Malawi | 0 − 0   |
| 15 | Durban         | 28 mei 2019      | COSAFA Cup 2019              | Namibië − Malawi | 1 − 2   |
| 16 | Port Elizabeth | 13 juli 2021     | COSAFA Cup 2021              | Malawi − Namibië | 1 − 1   |
| 17 | Lilongwe       | 20 maart 2025    | WK 2026 kwalificatie         | Malawi − Namibië | 0 − 1   |
| 18 | Bloemfontein   | 8 juni 2025      | COSAFA Cup 2025              | Namibië − Malawi | 0 − 0   |

## Samenvatting
| Competitie              | Totaal gespeeld | Winst Malawi | Gelijk | Winst Namibië | Doelsaldo Malawi – Namibië |
| ----------------------- | --------------- | ------------ | ------ | ------------- | -------------------------- |
| WK-kwalificatie         | 3               | 1            | 1      | 1             | 1 – 1                      |
| Afrika Cup-kwalificatie | 2               | 0            | 0      | 2             | 1 − 3                      |
| COSAFA Cup              | 7               | 1            | 3      | 3             | 7 – 11                     |
| Vriendschappelijk       | 6               | 2            | 1      | 3             | 7 – 7                      |
| Totaal                  | 18              | 4            | 5      | 9             | 16 – 22                    |

FAM · 
Bondscoaches · 
Topscorers · 
Malawisch vrouwenelftal
1962 - 1969 · 
1970 - 1979 · 
1980 - 1989 · 
1990 - 1999 · 
2000 – 2009 · 
2010 – 2019 ·
2020 − 2029
Algerije ·
Angola ·
Bangladesh ·
Benin ·
Botswana ·
Burkina Faso ·
Burundi ·
Comoren ·
Congo-Brazzaville ·
Congo-Kinshasa ·
Djibouti ·
Egypte ·
Equatoriaal-Guinea ·
Eritrea ·
Ethiopië ·
Gabon ·
Ghana ·
Guinee ·
Ivoorkust ·
Jemen ·
Kameroen ·
Kenia ·
Lesotho ·
Liberia ·
Libië ·
Madagaskar ·
Mali ·
Marokko ·
Mauritius ·
Mozambique ·
Namibië ·
Nigeria ·
Oeganda ·
Rwanda ·
Sao Tomé en Principe ·
Senegal ·
Seychellen ·
Sierra Leone ·
Soedan ·
Somalië ·
Swaziland ·
Tanzania ·
Togo ·
Tsjaad ·
Tunesië ·
Zambia ·
Zimbabwe ·
Zuid-Afrika ·
Zuid-Soedan
NFA · 
Namibisch vrouwenelftal
1990 – 1999 ·
2000 – 2009 ·
2010 – 2019 ·
2020 − 2029
1990 · 
1991 · 
1992 · 
1993 · 
1994 · 
1995 · 
1996 · 
1997 · 
1998 · 
1999 · 
2000 · 
2001 · 
2002 · 
2003 · 
2004 · 
2005 · 
2006 · 
2007 · 
2008 · 
2009 · 
2010 · 
2011 · 
2012 · 
2013 · 
2014 ·
2015 ·
2016 ·
2017 ·
2018 ·
2019 ·
2020 ·
2021 ·
2022 ·
2023
Algerije ·
Angola ·
Benin ·
Botswana ·
Burkina Faso ·
Burundi ·
Comoren ·
Congo-Brazzaville ·
Congo-Kinshasa ·
Djibouti ·
Egypte ·
Equatoriaal-Guinea ·
Eritrea ·
Ethiopië ·
Gabon ·
Gambia ·
Ghana ·
Guinee ·
Guinee-Bissau ·
India ·
Ivoorkust ·
Kameroen ·
Kenia ·
Lesotho ·
Libanon ·
Liberia ·
Libië ·
Madagaskar ·
Malawi ·
Mali ·
Marokko ·
Mauritius ·
Mozambique ·
Niger ·
Nigeria ·
Oeganda ·
Rwanda ·
Saoedi-Arabië ·
Sao Tomé en Principe ·
Senegal ·
Seychellen ·
Swaziland ·
Tanzania ·
Togo ·
Tsjaad ·
Tunesië ·
Zambia ·
Zimbabwe ·
Zuid-Afrika